# Alfa Romeo Spider (2006)
L'Alfa Romeo Spider è un'autovettura di tipo spider prodotta dalla casa automobilistica italiana Alfa Romeo dal 2006 al 2010 presso lo stabilimento Pininfarina di San Giorgio Canavese. La vettura, versione scoperta della coupé Brera, sostituisce la precedente Spider.

## Il contesto
Nata come Progetto 939, la nuova Spider viene presentata al Salone dell'automobile di Ginevra nel marzo del 2006, dove viene eletta a pochi giorni dal debutto ufficiale Cabrio of the year 2006 da una giuria di 23 giornalisti provenienti da 12 paesi d'Europa. Allo stand ginevrino i due esemplari esposti erano verniciati rispettivamente Rosso Alfa e bianco perlato.
Il design complessivo deriva da quello della Brera, opera di Giugiaro, ma la zona posteriore di questa cabriolet è ben distinta dalla versione chiusa grazie a un ampio rimaneggiamento da parte di Pininfarinaː a differenza della Brera presenta infatti due posti secchi e una capote in tela ripiegabile elettricamente in 25 secondi.
L'auto viene assemblata, proprio come la Brera, dalla stessa Pininfarina presso lo stabilimento di San Giorgio Canavese a Torino rinnovando la tradizionale collaborazione tra Alfa Romeo e Pininfarina in tema di vetture scoperte iniziata con la Giulietta Spider e proseguita con le varie serie della Duetto e la Spider 916.

## La vettura
La Spider sfrutta l'architettura meccanica della sorella Alfa Brera, basata sulla piattaforma Premium Fiat-GM che utilizza un avantreno a quadrilateri alti deformabili e un retrotreno Multilink a 3 bracci in acciaio e portamozzo in alluminio con ammortizzatori idraulici telescopici e molle elicoidali.

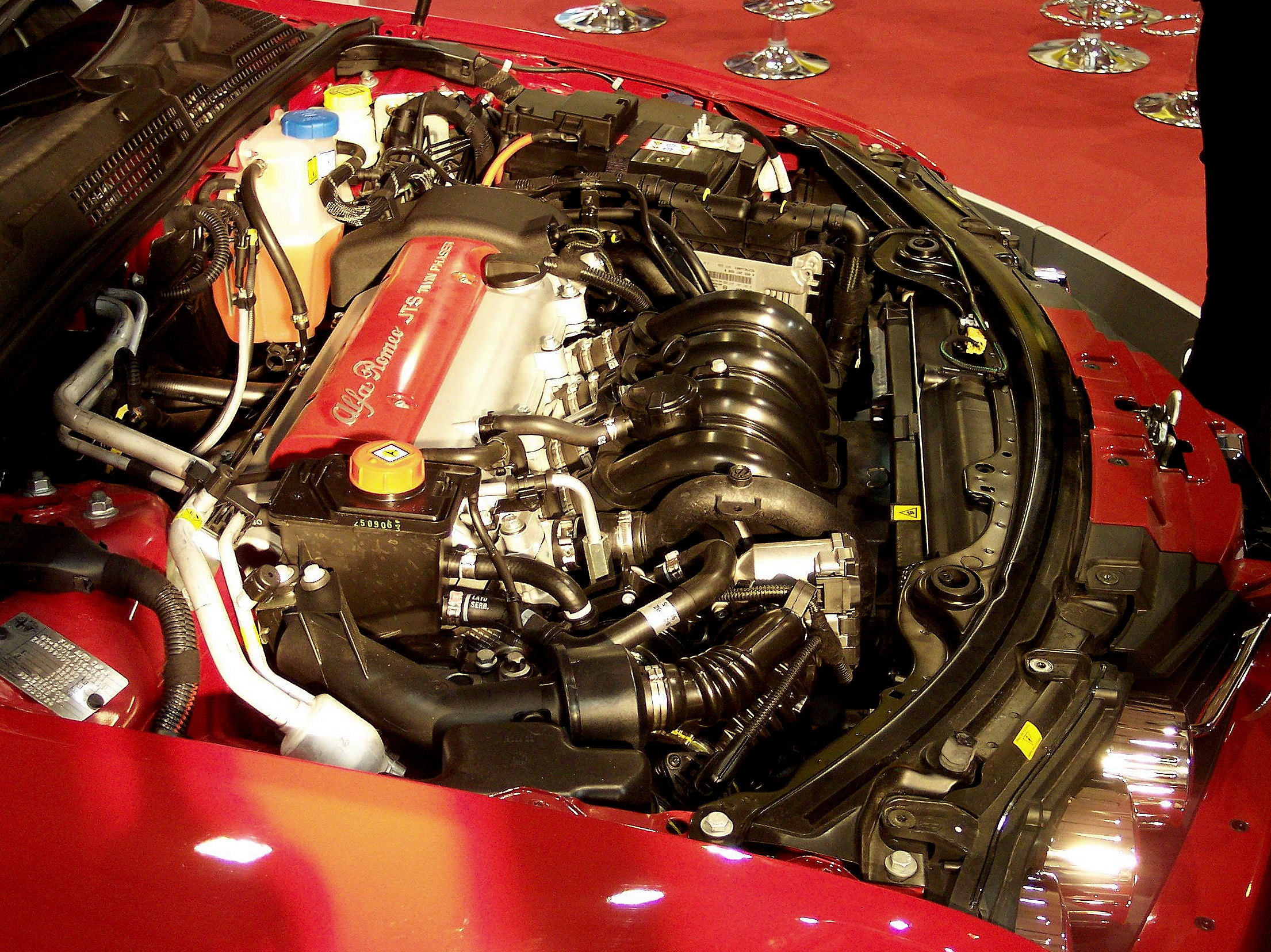
Dettaglio del motore 2,2 JTS di una Spider del 2007

La Spider debuttò con due motorizzazioni entrambe a benzina prodotte dalla Holden (gruppo GM) presso lo stabilimento australiano di Port Melbourne montate trasversalmente. Il primo è un 4 cilindri in linea da 2.198 cm³ capace di 185 CV accoppiato a un cambio manuale a 6 rapporti o a uno robotizzato M32 MTA Selespeed e abbinato alla sola trazione anteriore; mentre il secondo è un 6 cilindri a V di 60º da 3.195 cm³ parte della famiglia motoristica GM H.F. con 260 CV accoppiato a un cambio manuale a 6 rapporti o a uno sequenziale Aisin Q-Tronic abbinato alla trazione integrale Q4. Entrambi sono dei JTS (Jet Thrust Stoichiometric) che dispongono di basamento in lega d'alluminio, iniezione diretta high precision e 4 valvole per cilindro.
Nel corso del 2007 venne adottato anche un motore a gasolio, il 5 cilindri in linea 2.4 JTDm Euro 4 con filtro attivo antiparticolato di serie e 200 Cv di potenza, potenziato a 210 Cv nel marzo 2008, accoppiato in entrambi i casi allo stesso cambio manuale a 6 rapporti e alla trazione anteriore. A differenza delle versioni manuali il 2.4 JTDm abbinato al cambio automatico Q-Tronic non venne mai potenziato.
I freni sono a disco sulle quattro ruote con gli anteriori autoventilanti e, nel caso delle motorizzazioni 2.4 JTDm e 3.2 V6 JTS, anche i posteriori; mentre tutti gli esemplari sono dotati di pinze anteriori Brembo in alluminio a 4 pistoncini. La trazione può essere solo anteriore, con dispositivo Electronic Q2 di serie, che simulando elettronicamente un differenziale autobloccante riduce il sottosterzo, o integrale Q4 con differenziale Torsen C.

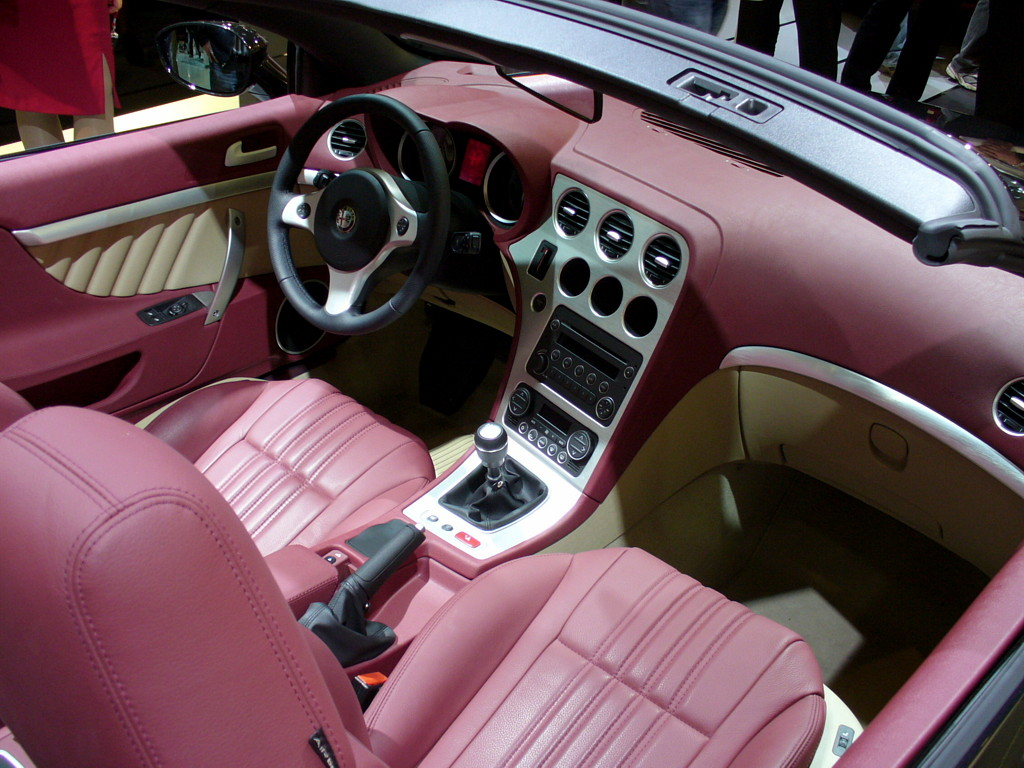
Interni dell'Alfa Spider

La plancia e il cruscotto sono gli stessi delle sorelle 159 e Brera ma presentano inedite colorazioni e finiture migliorate, soprattutto nell'assemblaggio, mentre le plastiche hanno subito un trattamento speciale in modo da evitare eventuali danni causati dall'allagamento dell'abitacolo scoperto.
La Spider è stata proposta sul mercato italiano in due livelli di allestimenti: base ed Exclusive. Per entrambe la dotazione comprende airbag frontali, laterali e per le ginocchia del guidatore, climatizzatore manuale, autoradio con lettore CD, fendinebbia, controllo elettronico di stabilità (denominato Alfa Romeo VDC System) e controllo della trazione, capote elettrica in tela e cerchi in lega. Il pacchetto Exclusive aggiungeva i sensori di parcheggio posteriori e il climatizzatore automatico con AQS (Air Quality System, che attiva il riciclo automatico in caso di forte inquinamento), il cruise control, l'impianto HI-FI Bose Sound System a 5 canali e subwoofer, gli interni in AlfaTex e pelle, sedili con regolazione elettrica nello schienale e specchietti a regolazione e ripiegamento elettrico (si chiudono automaticamente chiudendo l'autoveicolo), visibility pack, comprendente accensione automatica dei fari, tergicristalli ad azionamento automatico e sensori antiappannamento e comandi radio al volante.

## Evoluzione

### Restyling 2008

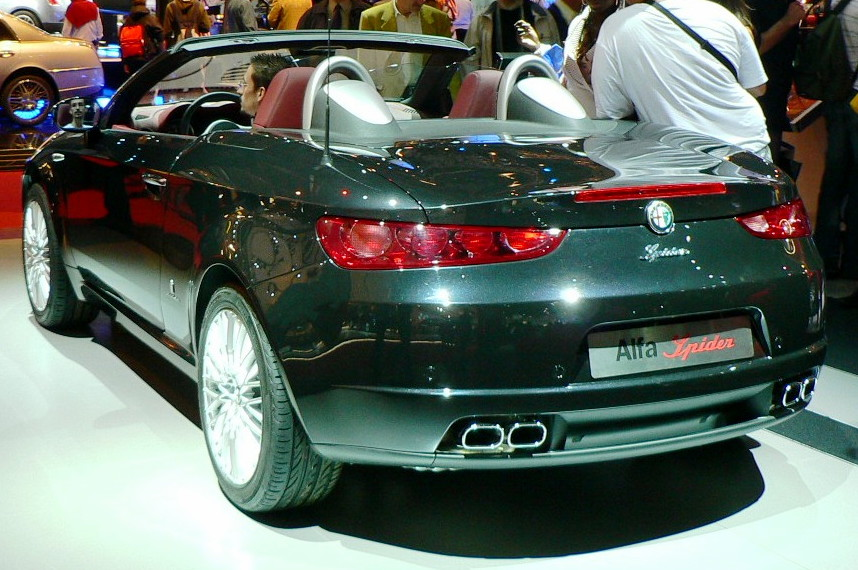
Una Spider con tetto ripiegato nel vano tra il bagagliaio e l'abitacolo.

Nel 2008 al Salone di Ginevra venne presentato un leggero lifting che senza modificare la linea introdusse nuovi colori per interni e carrozzeria e inediti cerchi in lega da 18" e, a richiesta, da 19". Tra i motori il turbodiesel 2.4 JTDm abbinato al cambio manuale a 6 marce venne potenziato a 210 CV mentre la versione abbinata al cambio automatico Q-Tronic continuerà ad avere solo 200 CV. Nel 2008 venne prodotta anche una versione a trazione solo anteriore della Spider con motore 3.2 JTS V6 a benzina di origine General Motors che permise un alleggerimento di 65 kg.
Inoltre gli allestimenti vennero unificati in uno unico privo di denominazioni particolari; sostanzialmente un ibrido tra base ed Exclusive in cui diventano optional i fari allo xeno, l'airbag passeggero disattivabile, il navigatore satellitare, il sistema Blue&Me (introdotto dal 2008), il Visibility Pack, l'impianto audio Sound System Bose, i sedili anteriori regolabili elettricamente e riscaldabili, i cerchi in lega da 18" e 19" (a richiesta dal 2008) con gommatura rispettivamente di 235/45 - 18" e 235/40 - 19" e la vernice metallizzata (oppure di colore Rosso Alfa).

### Aggiornamento 2009
Nel 2009 l'Alfa Romeo monta nuovi motori su tutta la sua gamma sia per garantire il rispetto delle future norme antinquinamento Euro 5 che per l'interruzione dell'accordo Fiat-GM. La prima novità è il nuovo propulsore 1750 TBi, il primo interamente nuovo a essere montato sulla Spider; un 4 cilindri in linea da 1742 cm³ dotato di doppio variatore di fase continuo, iniezione diretta e turbocompressore con 200 CV di potenza e 320 Nm di coppia disponibili già a 1400 giri/min che sostituì il 2.2 JTS migliorando le qualità dinamiche dell'auto nonostante la cubatura inferiore. Questo motore abbinato alla sola trazione anteriore e al cambio manuale rimase a listino fino a fine produzione insieme alla 3.2 V6 abbinata alla trazione integrale, mentre cessa dopo solo un anno la produzione della 3.2 V6 a trazione anteriore.
Tra i diesel debuttò il nuovo 2.0 JTDm con 170 CV, progettato per ottimizzare consumi e rispettare i parametri ambientali Euro 5, che affiancava il 2.4 JTDm posizionandosi alla base della gamma Spider abbinandosi a cambio manuale e trazione anteriore.
La produzione termina insieme a quella della Brera il 15 ottobre 2010 ma la commercializzazione continuò anche per i rimanenti mesi del 2010 e parte del 2011, per smaltire lo stock di vetture rimanenti.

## Versioni speciali

### Spider Mille Miglia
La Spider Mille Miglia è stata creata per festeggiare le 11 vittorie ottenute tra il 1928 e il 1947 dall'Alfa Romeo nella storica competizione Mille Miglia. Di conseguenza questa versione speciale a tiratura limitata è stata prodotta in soli 11 esemplari numerati dalla specifica targhetta d'argento posta tra i due sedili. Presentata il 15 maggio del 2008, proprio alla partenza della competizione, la Spider presenta il motore 3.2 JTS V6 a trazione anteriore con sistema Electronic Q2, carrozzeria verniciata nel colore Rosso 8C, logo Quadrifoglio Verde applicato sui parafanghi anteriori e interni in pelle nera con cuciture rosse, oltre alle pinze dei freni a disco dello stesso colore della carrozzeria.

### Spider White Edition
La White Edition è stata presentata verso il fine del 2008 per il mercato giapponese. Caratterizzata dalla carrozzeria di colore bianco metallizzato presenta gli interni in pelle rossa con cuciture di colore nero mentre i cerchi in lega sono verniciati di una colorazione argento chiaro con pinze dei freni di colore rosso. La Spider è stata proposta a tiratura limitata esclusivamente con il motore 2.2 JTS Selespeed. In Italia questa versione non è stata venduta, ma il colore bianco e gli interni in pelle rossa sono disponibili a pagamento su tutta la gamma di motorizzazioni disponibili.

## Motorizzazioni
| Modello                   | Disponibilità       | Motore                       | Cilindrata cm³ | Potenza         | Coppia max              | Emissioni CO2 (g/km) | 0–100 km/h (secondi) | Velocità max (km/h) | Consumo medio (km/l) |
| 2.2 JTS 16V               | dal debutto al 2009 | 4 cilindri in linea, Benzina | 2.198          | 136 kW (185 CV) | 230 N·m @4.500 giri/min | 221                  | 8,8                  | 217                 | 10,6                 |
| 2.2 JTS 16V Selespeed     | dal 2007 al 2009    | 4 cilindri in linea, Benzina | 2.198          | 136 kW (185 CV) | 230 N·m @4.500 giri/min | 214                  | 8,8                  | 224                 | 11,0                 |
| 3.2 JTS V6                | dal 2008 al 2009    | 6 cilindri in V, Benzina     | 3.195          | 191 kW (260 CV) | 322 N·m @4.500 giri/min | 262                  | 7,2                  | 250                 | 9,0                  |
| 3.2 JTS V6 Q4             | dal debutto al 2010 | 6 cilindri in V, Benzina     | 3.195          | 191 kW (260 CV) | 322 N·m @4.500 giri/min | 272                  | 7,0                  | 244                 | 8,7                  |
| 3.2 JTS V6 Q4 Q-Tronic    | dal 2007 al 2010    | 6 cilindri in V, Benzina     | 3.195          | 191 kW (260 CV) | 322 N·m @4.500 giri/min | 288                  | 7,2                  | 244                 | 8,2                  |
| 1750 TBi 16V              | dal 2009 al 2010    | 4 cilindri in linea, Benzina | 1.742          | 147 kW (200 CV) | 320 N·m @1.400 giri/min | 192                  | 7,8                  | 235                 | 12,3                 |
| 2.4 JTDm 20V 200          | dal 2007 al 2008    | 5 cilindri in linea, Diesel  | 2.387          | 147 kW (200 CV) | 400 N·m @2.000 giri/min | 180                  | 8,4                  | 228                 | 14,7                 |
| 2.4 JTDm 20V Q-Tronic 200 | dal 2007 al 2010    | 5 cilindri in linea, Diesel  | 2.387          | 147 kW (200 CV) | 400 N·m @2.000 giri/min | 208                  | 8,5                  | 225                 | 12,7                 |
| 2.4 JTDm 20V 210          | dal 2008 al 2010    | 5 cilindri in linea, Diesel  | 2.387          | 154 kW (209 CV) | 400 N·m @1.750 giri/min | 179                  | 8,1                  | 231                 | 14,7                 |
| 2.0 JTDm 16V 170          | dal 2009 al 2010    | 4 cilindri in linea, Diesel  | 1.956          | 125 kW (170 CV) | 360 N·m @1.750 giri/min | 142                  | 9,0                  | 218                 | 18,5                 |

## Caratteristiche tecniche
| Caratteristiche tecniche - Alfa Romeo Spider 2.2 JTS (2006)        | Caratteristiche tecniche - Alfa Romeo Spider 2.2 JTS (2006) | Caratteristiche tecniche - Alfa Romeo Spider 2.2 JTS (2006) | Caratteristiche tecniche - Alfa Romeo Spider 2.2 JTS (2006) | Caratteristiche tecniche - Alfa Romeo Spider 2.2 JTS (2006) | Caratteristiche tecniche - Alfa Romeo Spider 2.2 JTS (2006) |
| ------------------------------------------------------------------ | --- | --- | --- | --- | --- |
|                                                                    | | | | | |
| Configurazione                                                     | | | | | |
| Carrozzeria: spider 2 porte                                        | Carrozzeria: spider 2 porte | Posizione motore: anteriore trasversale | Posizione motore: anteriore trasversale | Trazione: anteriore | Trazione: anteriore |
| Dimensioni e pesi                                                  | | | | | |
| Ingombri (lungh.×largh.×alt. in mm): 4393 × 1830 × 1318            | Ingombri (lungh.×largh.×alt. in mm): 4393 × 1830 × 1318 | Ingombri (lungh.×largh.×alt. in mm): 4393 × 1830 × 1318 | Ingombri (lungh.×largh.×alt. in mm): 4393 × 1830 × 1318 | Diametro minimo sterzata: 10,7 m tra due marciapiedi m | Diametro minimo sterzata: 10,7 m tra due marciapiedi m |
| Interasse: 2528 mm                                                 | Interasse: 2528 mm | Carreggiate: anteriore 1593 - posteriore 1573 mm | Carreggiate: anteriore 1593 - posteriore 1573 mm | Altezza minima da terra: | Altezza minima da terra: |
| Posti totali: 2                                                    | Posti totali: 2 | Bagagliaio: 253 l senza ruotino di scorta - 210 l con ruotino di scorta | Bagagliaio: 253 l senza ruotino di scorta - 210 l con ruotino di scorta | Serbatoio: 70 | Serbatoio: 70 |
| Masse                                                              | a vuoto: 1630 kg / in ordine di marcia: 1700 kg / rimorchiabile: 1450 kg | a vuoto: 1630 kg / in ordine di marcia: 1700 kg / rimorchiabile: 1450 kg | a vuoto: 1630 kg / in ordine di marcia: 1700 kg / rimorchiabile: 1450 kg | a vuoto: 1630 kg / in ordine di marcia: 1700 kg / rimorchiabile: 1450 kg | a vuoto: 1630 kg / in ordine di marcia: 1700 kg / rimorchiabile: 1450 kg |
| Meccanica                                                          | | | | | |
| Tipo motore: 4 cilindri in linea, basamento e testata in alluminio | Tipo motore: 4 cilindri in linea, basamento e testata in alluminio | Tipo motore: 4 cilindri in linea, basamento e testata in alluminio | Cilindrata: (Alesaggio x corsa: 86 x 94.6 mm) totaleː 2198 cm³ | Cilindrata: (Alesaggio x corsa: 86 x 94.6 mm) totaleː 2198 cm³ | Cilindrata: (Alesaggio x corsa: 86 x 94.6 mm) totaleː 2198 cm³ |
| Distribuzione: due alberi a camme in testa, 4 valvole per cilindro | Distribuzione: due alberi a camme in testa, 4 valvole per cilindro | Distribuzione: due alberi a camme in testa, 4 valvole per cilindro | Alimentazione: iniezione diretta di benzina | Alimentazione: iniezione diretta di benzina | Alimentazione: iniezione diretta di benzina |
| Prestazioni motore                                                 | Potenza: 185 CV a 6500 giri/min / Coppia: 230 Nm a 4500 giri/min | Potenza: 185 CV a 6500 giri/min / Coppia: 230 Nm a 4500 giri/min | Potenza: 185 CV a 6500 giri/min / Coppia: 230 Nm a 4500 giri/min | Potenza: 185 CV a 6500 giri/min / Coppia: 230 Nm a 4500 giri/min | Potenza: 185 CV a 6500 giri/min / Coppia: 230 Nm a 4500 giri/min |
| Accensione:                                                        | Accensione: | Accensione: | Impianto elettrico: 12V | Impianto elettrico: 12V | Impianto elettrico: 12V |
| Frizione: monodisco a secco                                        | Frizione: monodisco a secco | Frizione: monodisco a secco | Cambio: manuale a 6 marce | Cambio: manuale a 6 marce | Cambio: manuale a 6 marce |
| Telaio                                                             | | | | | |
| Corpo vettura                                                      | monoscocca in acciaio | monoscocca in acciaio | monoscocca in acciaio | monoscocca in acciaio | monoscocca in acciaio |
| Sterzo                                                             | A pignone e cremagliera con servosterzo idraulico | A pignone e cremagliera con servosterzo idraulico | A pignone e cremagliera con servosterzo idraulico | A pignone e cremagliera con servosterzo idraulico | A pignone e cremagliera con servosterzo idraulico |
| Sospensioni                                                        | anteriori: a ruote indipendenti, schema a quadrilatero alto, molle elicoidali e ammortizzatori idraulici telescopici coassiali, barra antirollio / posteriori: a ruote indipendenti, schema Multilink, molle elicoidali e ammortizzatori idraulici telescopici coassiali, barra antirollio | anteriori: a ruote indipendenti, schema a quadrilatero alto, molle elicoidali e ammortizzatori idraulici telescopici coassiali, barra antirollio / posteriori: a ruote indipendenti, schema Multilink, molle elicoidali e ammortizzatori idraulici telescopici coassiali, barra antirollio | anteriori: a ruote indipendenti, schema a quadrilatero alto, molle elicoidali e ammortizzatori idraulici telescopici coassiali, barra antirollio / posteriori: a ruote indipendenti, schema Multilink, molle elicoidali e ammortizzatori idraulici telescopici coassiali, barra antirollio | anteriori: a ruote indipendenti, schema a quadrilatero alto, molle elicoidali e ammortizzatori idraulici telescopici coassiali, barra antirollio / posteriori: a ruote indipendenti, schema Multilink, molle elicoidali e ammortizzatori idraulici telescopici coassiali, barra antirollio | anteriori: a ruote indipendenti, schema a quadrilatero alto, molle elicoidali e ammortizzatori idraulici telescopici coassiali, barra antirollio / posteriori: a ruote indipendenti, schema Multilink, molle elicoidali e ammortizzatori idraulici telescopici coassiali, barra antirollio |
| Freni                                                              | anteriori: a disco autoventilanti da 305 mm di diametro / posteriori: a disco | anteriori: a disco autoventilanti da 305 mm di diametro / posteriori: a disco | anteriori: a disco autoventilanti da 305 mm di diametro / posteriori: a disco | anteriori: a disco autoventilanti da 305 mm di diametro / posteriori: a disco | anteriori: a disco autoventilanti da 305 mm di diametro / posteriori: a disco |
| Pneumatici                                                         | 215/55 R16 / Cerchi: in lega leggera | 215/55 R16 / Cerchi: in lega leggera | 215/55 R16 / Cerchi: in lega leggera | 215/55 R16 / Cerchi: in lega leggera | 215/55 R16 / Cerchi: in lega leggera |
| Prestazioni dichiarate                                             | | | | | |
| Velocità: 217 km/h                                                 | Velocità: 217 km/h | Velocità: 217 km/h | Accelerazione: 0-100 Km/hː 8.8 s | Accelerazione: 0-100 Km/hː 8.8 s | Accelerazione: 0-100 Km/hː 8.8 s |
| Consumi                                                            | Urbano 13l x 100km - Extraurbano 7,4l x 100km - Combinato 9,4l x 100km | Urbano 13l x 100km - Extraurbano 7,4l x 100km - Combinato 9,4l x 100km | Urbano 13l x 100km - Extraurbano 7,4l x 100km - Combinato 9,4l x 100km | Urbano 13l x 100km - Extraurbano 7,4l x 100km - Combinato 9,4l x 100km | Urbano 13l x 100km - Extraurbano 7,4l x 100km - Combinato 9,4l x 100km |
| Omologazione: Euro 4                                               | Omologazione: Euro 4 | Omologazione: Euro 4 | Emissioni CO2: 221 | Emissioni CO2: 221 | Emissioni CO2: 221 |
| Fonte dei dati:                                                    | | | | | |